# Pod hájenkou Kyčera
Pod Hájenkou Kyčera je přírodní památka v okrese Frýdek-Místek, severně od obce Mosty u Jablunkova. Důvodem ochrany je prameniště a zarůstající rašeliniště s cennou vegetací.
Zarůstající rašeliniště a prameniště se nachází na okraji lesního komplexu s výskytem chráněných a ohrožených druhů rostlin a živočichů. Lokalita je součástí mozaiky stanovišť obdobného charakteru v oblasti Moravskoslezských Beskyd, které se podařilo uchránit před zánikem vlivem postupné sukcese. Degradující rašeliniště tvoří přirozená společenstva, do nichž vstupují mezofilní druhy.
Podmáčené jedliny a přirozené smrčiny již vymizely, jejich dřívější přítomnost indikuje žebrovice různolistá (Blechnum spicant) a hořec tolitovitý (Gentiana asclepiadea). Na fragmentech mokřadů a pramenišť svazu Caricion fuscae dominují ostřice, které provázejí všivec ladní (Pedicularis sylvatica), suchopýr úzkolistý (Eriophorum angustifolium), mečík střechovitý (Gladiolus imbricatus), prstnatec listenatý (Dactylorhiza longebracteata) a prstnatec májový (D. majalis). Smilkové louky jsou porostlé jalovcem obecným (Juniperus communis), třezalkou skvrnitou (Hypericum maculatum), mochnou přímou (Potentilla recta) a trojzubcem poléhavým (Sieglingia decumbens). Na vlhčích místech je poměrně bohatě vyvinuto mechové patro, ve kterém byly zaznamenány zejména rašeliník tučný (Sphagnum obesum) a trsenka kopinatá (Jungermania leiantha).
Území bylo dlouhou dobu ponecháno přirozené sukcesi až do roku 1994, kdy byla provedena plošná redukce keřů a v následujících letech byla přírodní památka již pravidelně kosena. Dle opakovaného sledování vedou tato opatření k posílení populací mokřadních druhů.